# بورصة سنغافورة
بورصة سنغافورة هي شركة قابضة للاستثمار تقع في سنغافورة وتقدم خدمات مختلفة تتعلق بتداول الأوراق المالية ومشتقاتها وغيرها. وهي عضو في الاتحاد العالمي للبورصات واتحاد البورصات الآسيوية وأوقيانوسيا.

## تاريخ
تأسست بورصة سنغافورة (SGX) في الأول من ديسمبر لعام 1999 كشركة قابضة. وذلك بعد إلغاء أسهم رأس مال بعض شركات الصرافة السابقة، وهي بورصة سنغافورة (SES) ، وبورصة سنغافورة الدولية (SIMEX) التي تأسست عام 1984، ومقاصة الأوراق المالية وخدمات الكمبيوتر المحدودة (SCCS) ومن ثم إصدار أسهم جديدة في هذه الشركات تم دفعها بالكامل بواسطة بورصة سنغافورة. وبهذه الطريقة، تم نقل جميع الأصول المملوكة سابقًا لهذه الشركات الثلاث إلى بورصة سنغافورة.

## روابط خارجية
- التقرير السنوي 2009 : رابطة رجال الأعمال الهولنديين (يجب إدراج هذه المعلومات في المقال)
- / SGX Nifty Live Chart